# Tectrice
| 1 - P : Rémiges primaires 2 - CP : couverture primaire (tectrices) 3 - Al : Alula 4 - S : Rémiges secondaires | 5 - GC : Grande couverture (tectrice) 6 - MC : Couverture médiane (tectrice) 7 - PC : Petite couverture (tectrice) 8 - T : Rémige tertiaire 9 - Plume scapulaire (tectrice) |

Les tectrices sont des plumes courtes de couverture. Elles recouvrent la base des rémiges des ailes et le corps jusqu'aux plumes de la queue appelée rectrices. Elles n'ont pas de rôle direct dans le vol.
Elles se composent de plusieurs types de plumes :
- le duvet, formé de plumes légères dont les barbes ne sont pas enchevêtrées,
- les plumules, de très petites plumes sur les tarses,
- les camails, des plumes garnissant l'arrière et les côtés du cou.